# Sisimiut Kommune
Sisimiut Kommune var tidligere en kommune i Vestgrønland. Kommunen blev d. 1. januar 2009 en del af Qeqqata kommune.

## Byer og bygder i Sisimiut Kommune
- Sisimiut (da.: Holsteinsborg)
- Itilleq
- Sarfannguit
- Kangerlussuaq (da.: Søndre Strømfjord)

66°56′09″N 53°40′03″V / 66.935833°N 53.6675°V